# Avenida Amadeo Sabattini
La Avenida Gobernador Amadeo Sabattini es una importante arteria de la ciudad de Córdoba, Argentina. Conecta el centro de la ciudad con el sureste cordobés. La misma forma parte de la RN 9 y es la principal vía de acceso a Córdoba para quienes lleguen desde Rosario o Villa María. El tramo entre la  Circunvalación y el acceso al complejo de Fiat, forma parte de la Red de Accesos de la Ciudad de Córdoba. Tiene 22 metros de ancho en el origen y una longitud de 8.400 metros, es una de las más anchas y transitadas de la ciudad.
La avenida lleva el nombre en honor a Amadeo Sabattini, médico y político argentino, gobernador de la provincia de Córdoba. Corre en sentido este-sureste y su origen (con tres carriles por mano) se ubica justo en frente a la terminal de ómnibus de la ciudad de Córdoba y su punta final (con dos carriles por mano) frente a la calle de acceso al complejo Fiat Auto Argentina. A partir de la intersección con la calle Lisandro de la Torre corre en paralelo con las vías del ferrocarril Mitre, se transforma en Bulevar Arturo Illia al origen y al final se transforma en una ruta mano-contramano. 
Por su recorrido atraviesa hitos importantes en la ciudad, como el Arco de Córdoba, la terminal, la Avenida Circunvalación, el CPC Empalme, el Jardín Zoológico de Córdoba y el Parque Sarmiento.

## Transporte sobre la avenida
Además de diferentes líneas de media y larga distancia, por esta arteria recorren líneas urbanas que se mencionan a continuación:
| Corredor | Líneas                             |
| -------- | ---------------------------------- |
|          | - 11 - 12 - 14 - 15 - 16 - 17 - 10 |
|          | - C6*                              |
|          | - V1*                              |
|          | - D2                               |